# Quinupristine-dalfopristine
Combinaison des deux antibiotiques, la quinupristine, dérivé de la pristinamycine I (streptogramine du groupe B) et la dalfopristine, dérivé de la pristinamycine II (streptogramine du groupe A). Il s'agit de médicaments de la classe d'antibiotique des streptogramines. La dénomination commerciale en Amérique du nord est le Synercid.

## Mécanisme d'action
Les deux antibiotiques sont bactériostatiques. La combinaison des 2 va donner une activité bactéricide, sauf pour Enterococcus faecium pour qui reste une action bactériostatique.
Le médicament va inhiber les phases précoces et tardives de la synthèse des protéines bactériennes. Il y a un complexe stable qui se forme avec la sous-unité 50S ribosomique bactérienne, ce qui procure l'activité bactéricide.

## Indications
- Infections graves d'Enterococcus faecium résistants à la vancomycine.
- Infections compliquées de la peau et des tissus mous à Staph aureus sensible à l'oxacilline/methycilline/cloxacilline et à Streptococcus pyogenes.

## Interactions médicamenteuses
La quinupristine-dalfopristine est un substrat à haute affinité du CYP3A4 et peut inhiber le métabolisme de substances à plus faible affinité pour ce cytochrome :
- hausse des concentrations plasmatiques de ciclosporine ;
- hausse des concentrations plasmatiques de nifédipine ;
- hausse des concentrations plasmatiques de midazolam.

Il faut vérifier les concentrations plasmatiques des médicaments à moins forte affinité et prendre des précautions avec les autres médicaments qu'on fait passer par le CYP3A4.

## Spectre d'activité
Bactéries gram positif sensibles : Enterococcus faecium, Staphylococcus aureus, Staphylococcus epidermidis, Streptococcus pyogenes, Streptococcus pneumoniae
Bactéries gram négatif sensibles : Legionella spp., Moraxella catarrhalis, Neisseria spp.
Espèces résistantes :
- aérobies à Gram positif : Enterococcus avium, Enterococcus casseliflavus, Enterococcus durans, Enterococcus faecalis, Enterococcus gallinarum, Pediococcus spp., Streptococcus bovis ;
- aérobies à Gram - : Enterobacteriaceae, Haemophilus influenzae, Haemophilus para-influenzae, y compris les bactéries à Gram négatif non fermentaires, Pseudomonas spp. ;
- anaérobies : Bacteroides spp. ;
- autres : Clostridium spp., Fusobacterium spp., Prevotella spp., Veillonella spp.

## Pharmacocinétique
- Temps de demi-vie : entre 0,75 et 1 heure
- Volume de distribution de 1 L·kg-1
- Élimination hépatique avec moins de 20 % d'élimination rénale.

## Effets indésirables
- Céphalées (maux de tête)
- troubles du tractus gastro-intestinal : nausées, diarrhée, vomissement
- réactions au site d'injection : inflammation, thrombophlébite (diminuent lorsqu'on injecte dans une plus grosse veine)
- douleurs articulaires et myalgies
- hyperbilirubinémie

## Contre-indication
Grossesse, allaitement, et chez les moins de 18 ans.

## Administration
Le rapport de la dose est de 70:30 pour la dalfopristine et la quinupristine, respectivement.
Injection IV : 7,5 mg·kg-1 tous les 8-12 heures.